# Rémy Kolpa Kopoul
Rémy Kolpa Kopoul, sobrenomenat RKK, nascut a París el 23 de febrer de 1949 i mort el 3 de maig de 2015 (amb 66 anys) a Brest, va ser un periodista, gran aficionat de la música i presentador a Ràdio Nova. És reconegut com un dels més grans coneixedors de la cultura brasilera a França.

## Biografia
Rémy Kolpa Kopoul va ser fill únic i el seu pare va morir d'una crisi cardíaca l'any 1956. D'adolescent participa de vegades al Pop Club de José Artur.
Marcat com molts joves de la seva època pel maig de 68, es compromet amb la Gauche prolétarienne, sobretot a Vincennes on milita més que no estudia.
Rémy Kolpa Kopoul va ser un dels fundadors de Libération, l'any 1973, i hi va fer alguns reportatges (a Portugal entre d'altres) fins que va esdevenir-ne l'especialista musical de 1975 a 1986.
Va viatjar sovint a Brasil des de 1977 i investigà per a Libération sobre l'emergència de Lula, líder obrer de São Paulo.
Rémy Kolpa Kopoul és un dels primers a donar embranzida a l'onada del que començava a anomenar-se World Music; descobreix i ajuda molts artistes estrangers a fer-se conèixer a França, dels quals Mayra Andrade i Yuri Buenaventura, entre d'altres. Organitza els recorreguts brasilers de Kassav’, Manu Dibango, Salif Keïta i fa girar, a Europa, les més grans veus brasileres com Caetano Veloso, João Gilberto, Chico Buarque, Gilberto Gil, João Bosco… Programa festivals brasilers i de jazz, a França, tal el Niça Jazz Festival, de 1994 a 1996, i concep reportatges musicals per a la televisió.
Presentador de ràdio des dels anys 1960, participa, un temps al Pop-club de José Artur, a França inter. Entra a Radio Nova l'any 1992 i presenta, durant set temporades, Les Voyages improbables, amb Jean-François Bizot, creador de la cadena. Hi presenta llavors, el programa Contrôle discal.És també presentador a la radio TSF 89.9, que va esdevenir TSF Jazz el setembre 2008 els anys 1999-2000.
Amb el pseudònim de DJ RKK, presenta des dels anys 1990, vetllades a París, als grans festivals i a escenaris d'arreu del món: Xina, Canadà, Japó, Brasil… A partir de 2008, organitza una cita setmanal al Jamel Comedy Club, « Lundi c'est Rémy », on acull músics de tot el món.
Va participar en la pel·lícula Avida de Benoît Delépine i Gustave Kervern, on interpreta un personatge atípic, en trio amb Gustave Kervern, i Mammuth. També apareix a Last Song de Dennis Berry (1985), i a Bahia de tous les saints de Nelson Pereira Dos Santos (1986).

## Publicacions
- Saúl Escalona. La salsa. Éditions l'Harmattan, 1998, p. 173. ISBN 978-2-7384-6690-7.

## Discografia
Rémy Kolpa Kopoul és l'autor de diverses compilacions:
- Àlbum Brasil do futuro (Label Naïve, 2006)
- Àlbum Latino del futuro (Label Naïve, 2008)
- Àlbum EleKtropiK (Label Naïve, 2010)